# El juego de Gerald (película)
Gerald's Game (en Latinoamérica y España, El juego de Gerald) es una película estadounidense de terror psicológico de 2017, dirigida y editada por Mike Flanagan y escrita por Jeff Howard y Flanagan sobre la novela homónima de Stephen King. Fue protagonizada por Carla Gugino y Bruce Greenwood. Se estrenó el 9 de septiembre de 2017, en Netflix.[cita requerida]

## Sinopsis
Jessie (Carla Gugino) y Gerald (Bruce Greenwood) son un matrimonio que viaja a una remota cabaña con la esperanza de revitalizar su deteriorada relación en un sitio apartado y tranquilo. Allí, Gerald le propone a su mujer un juego sexual: esposarla a la cama para incrementar las sensaciones. Pero cuando él muere de un infarto, Jessie tendrá que luchar por su supervivencia.

## Personajes
- Carla Gugino como Jessie Burlingame, la esposa de Gerald.
  - Chiara Aurelia como la joven Jessie.
- Bruce Greenwood como Gerald Burlingame, el esposo de Jessie.
- Carel Struycken como "Moonlight Man"/Raymond Andrew Joubert.
- Henry Thomas como Tom, el padre de Jessie.
- Kate Siegel como Sally, la madre de Jessie.

## Producción
El 19 de mayo de 2014 se dio a conocer que Mike Flanagan dirigiría la adaptación cinematográfica de la novela de terror de Stephen King Gerald's Game, con guion de Jeff Howard. Trevor Macy produciría la película a través de Intrepid Pictures. En una entrevista concedida a la revista Rue Morgue, en septiembre de 2016, Mike Flanagan anunció que la película se estrenaría en Netflix, pero no dijo cuándo ni si Stephen King estaría de acuerdo. Carla Gugino y Bruce Greenwood fueron los actores elegidos para interpretar a Jessie y Gerald Burlingame, junto con Henry Thomas, Carel Struycken, Kate Siegel y Chiara Aurelia.
El rodaje se inició el 17 de octubre de 2016 en Mobile, Alabama.

## Recepción
En el sitio Rotten Tomatoes, la película tuvo un índice de aprobación del 91%, basado en 55 revisiones y una calificación promedio de 7.5 / 10. En Metacritic, la película obtuvo una puntuación de 77 sobre 100, basada en 12 críticas, lo que indica "críticas generalmente favorables". Tras ver el "primer corte" (rough cut), el propio Stephen King dijo de la película que era "hipnótica, horripilante y terrorífica".